# Massacre de Maï-Kadra
Le massacre de Maï-Kadra se déroule les 9 et 10 novembre 2020 lors de la guerre du Tigré.

## Déroulement
Dans la nuit du 9 au 10 novembre 2020, des miliciens attaquent Maï-Kadra, une ville de 40 000 habitants située près de la frontière avec le Soudan. Des habitants sont alors massacrés à coups de bâtons, de couteaux et de machettes, d'autres sont étranglés avec des cordes.
Le lendemain du massacre, la ville est prise par l'armée éthiopienne.
Les corps restent entassés dans une fosse en bord de route, sans sépulture, pendant plusieurs semaines.

## Responsabilités
Debretsion Gebremichael, le président du Tigré dément toute implication de ses troupes dans le massacre : « Cela ne peut pas avoir de liens avec nous (...) Nous avons nos valeurs, nous avons nos règles ». 
Cependant, Amnesty International indique que d'après des témoins, le massacre a été commis par les rebelles du Front de libération du peuple du Tigré, après une défaite contre les troupes gouvernementales éthiopiennes. Selon la Commission éthiopienne des Droits humains (EHRC), une institution publique indépendante, les victimes sont des Amharas et le massacre a été commis par les Samri, une milice tigréenne,. Fin novembre, une équipe de l'AFP autorisée à se rendre à Maï-Kadra indique également que d'après des habitants amharas, dont un blessé soigné à l'hôpital, les forces tigréennes sont responsables de la tuerie.

## Bilan humain
À la mi-novembre, Amnesty International déclare : « De nombreuses personnes, probablement des centaines, ont été poignardées ou tuées à la hache ». Fin novembre, la Commission éthiopienne des droits de l'homme affirme qu'environ 600 personnes ont été tuées,. Human Rights Watch donne un récit détaillé de ce massacre et de ses suites : 200 à 1 000 civils amhara auraient été tués. En représailles, les forces fédérales et la police amhara auraient commis « une vague brutale de meurtres de vengeance, détentions arbitraires, pillages et, par la suite, expulsions ». 9 000 civils sont arrêtés à la suite de ce massacre. Le gouvernement régional d'Amhara parle de 1 600 civils massacrés par la milice Samri avec le soutien des troupes et de la police tigréennes.